# Ji Dengkui
Ji Dengkui (chinesisch 纪登奎; * 17. März 1923 in Wuxiang, Changzhi, Shanxi; † 13. Juli 1988) war ein chinesischer Politiker der Kommunistischen Partei Chinas (KPCh), der unter anderem zwischen 1975 und 1980 Vize-Ministerpräsident im Staatsrat der Volksrepublik China war.

## Leben
Ji Dengkui wurde 1938 Mitglied der Kommunistischen Partei Chinas (KPCh) und war nach der Gründung der Volksrepublik China am 1. Oktober 1949 in den 1950er Jahren Sekretär der Parteikomitees des Kreises Xuchang sowie der bezirksfreien Stadt Luoyang. Im Anschluss war er während der Kulturrevolution zwischen 1966 und 1971 Mitglied des Sekretariats des KPCh-Parteikomitees der Provinz Henan und wurde 1968 zudem Vize-Vorsitzender des Revolutionskomitees der Provinz Henan. Auf dem IX. Parteitag der KPCh (1. bis 24. April 1969) wurde er Kandidat des Politbüros der Kommunistischen Partei Chinas und zugleich als Mitglied in das Zentralkomitee der Kommunistischen Partei Chinas (ZK der KPCh) gewählt, dem er bis zum 29. Februar 1980 angehörte. Durch seinen Eindruck, den er bei einem Besuch von Mao Zedong in Henan hinterlassen hatte, wurde er auf dem X. Parteitag der KPCh (24. bis 28. August 1973) zum Mitglied des Politbüros des ZK gewählt, dem er nach seiner Wiederwahl auf dem XI. Parteitag der KPCh (12. bis 18. August 1977) bis zum 29. Februar 1980 angehörte.
1975 wurde Ji Dengkui Vize-Ministerpräsident im Staatsrat der Volksrepublik China und bekleidete diese Regierungsfunktion bis 1980. 1975 wurde er zusammen mit Wang Hongwen und Guo Yufeng nach Zhejiang entsandt, um die dortige Umstrukturierung des lokalen Revolutionären Komitees zu überwachen. Im Oktober 1976 unterstützte er den Parteivorsitzenden Hua Guofeng bei der Entmachtung der sogenannten „Viererbande“ um Jiang Qing (der Frau Mao Zedongs), Zhang Chunqiao, Yao Wenyuan und Wang Hongwen. Dabei spielte er eine wichtige Rolle bei der Übernahme der Tageszeitung Guangming Daily, die vor dem Tode Mao Zedongs am 9. September 1976 unter dem intellektuellen Einfluss der Viererbande stand. Er gehörte neben Wang Dongxing, Wu De und Chen Xilian innerhalb der Parteiführung zu den Unterstützern Hua Guofengs, die nach dem Ausspruch ‚Wir werden entschlossen an den politischen Entscheidungen festhalten, die Vorsitzender Mao getroffen hat, und werden unbeirrt den Anweisungen von Vorsitzender Mao folgen‘ auch als sogenannte „Was auch immer“-Faktion beziehungsweise in Anspielung auf die Viererbande auch „Kleine Viererbande“ genannt wurde.
Am 29. Februar 1980 wurde Ji Dengkui auf dem 5. Plenum des 11. ZK der KPCh zusammen mit Wang Dongxing, Wu De und Chen Xilian jedoch aller Funktionen in Partei- und Staatsführung enthoben. Zuletzt arbeitete er von 1982 bis zu seinem Tode 1988 als Forschungswissenschaftler am Forschungszentrum für ländliche Entwicklung in Peking.